# Tinguipaya (gemeente)
Tinguipaya is een gemeente (municipio) in de Boliviaanse provincie Tomás Frías in het departement Potosí. De gemeente telt naar schatting 30.633 inwoners (2018). De hoofdplaats is Tinguipaya.

## Indeling
De gemeente bestaat uit 2 kantons:
- Cantón Anthura - in het westen van de gemeente
- Cantón Tinguipaya - in het oosten van de gemeente